# Heinrich Haag

Heinrich Haag

Heinrich Haag (* 20. Mai 1879 in Heilbronn; † 4. Februar 1947 in Eberstadt) war ein deutscher Landwirt und Politiker (DNVP, WBWB).

## Leben und Wirken
Haag wurde 1879 als Sohn des Weingärtners und Politikers Wilhelm Haag geboren. Nach dem Besuch der Mittelschule in Heilbronn folgte Haag dem Vater im Beruf des Weingärtners nach. 1904 heiratete er seine Frau Maria, geborene Gurrath, mit der er vier Kinder hatte, darunter den 1906 geborenen Sohn Otto Haag. 1905 übernahm er den Betrieb seines Vaters als selbständiger Wein-, Obst und Ackerbauer.
Ab dem Frühjahr 1915 nahm Haag als Landsturmmann beim Infanterieregiment 126, Landsturmbataillon XIII am Ersten Weltkrieg teil.
Nach dem Krieg trat Haag in die Deutschnationale Volkspartei (DNVP) ein. Bei der Reichstagswahl vom Mai 1924 wurde er als Kandidat seiner Partei für den Wahlkreis 31 (Württemberg) in den Reichstag gewählt, dem er die nächsten neuneinhalb Jahre lang ohne Unterbrechung, wenn auch für wechselnde Parteien und Gruppierungen angehörte. Bei den Reichstagswahlen vom Dezember 1924 und Mai 1928 wurde Haag jeweils als DNVP-Kandidat wiedergewählt. Bei den Wahlen vom September 1930 wurde Haag für den Württembergischen Bauern- und Weingärtnerbund ins Parlament gewählt. Bei den Wahlen vom Juli 1932, November 1932 und März 1933 als Abgeordneter des Wahlkreises 31 bestätigt, gehörte er dem Reichstag noch bis zum November 1933 als Mitglied der DNVP-Fraktion bzw. ab Sommer 1933 als Hospitant in der NSDAP-Fraktion an. Das wichtigste parlamentarische Ereignis, an dem Haag während seiner Abgeordnetenzeit beteiligt war, war die Verabschiedung des Ermächtigungsgesetzes im März 1933. Dieses Gesetz, das die Grundlage für die Errichtung der NS-Diktatur bildete, wurde unter anderem auch mit Haags Stimme beschlossen.
Haag war stellvertretender Vorsitzender des Württembergischen Weinbauvereins und Vizepräsident des Deutschen Weinbauernverbandes. Daneben arbeitete er an Fachzeitschriften des Obst- und Weinbaus mit.